# Rozdělený Milhouse
Rozdělený Milhouse (v anglickém originále A Milhouse Divided) je 6. díl 8. řady (celkem 159.) amerického animovaného seriálu Simpsonovi. Scénář napsal Steve Tompkins a díl režíroval Steven Dean Moore. V USA měl premiéru dne 1. prosince 1996 na stanici Fox Broadcasting Company a v Česku byl poprvé vysílán 29. prosince 1998 na stanici ČT1.

## Děj
Marge Simpsonová pozve Flanderovy, Lovejoyovy, Dlahovy a Van Houtenovy na večeři. Zatímco ostatní hosté se baví, Kirk a Luann Van Houtenovi se hádají. Jejich hádky se stupňují s tím, jak večírek pokračuje, a Luann požaduje rozvod. Kirk se přestěhuje do komplexu pro svobodné a je vyhozen z práce v továrně na sušenky. Luann se přizpůsobuje životu samoživitelky s Milhousem a začne chodit s Chasem, americkým gladiátorem. 
U Vočka Kirk přemítá, že rozvod nečekal, a lituje, že byl špatným manželem. Kirkova laciná přítelkyně Starla při krádeži auta vyhodí na ulici jeho demokazetu, a tak se ho Homer snaží utěšit a chlubí se, že jeho manželství s Marge je pevné jako skála. 
Homer se však brzy začne obávat, že jeho manželství může skončit rozvodem, protože je špatný manžel. Homer požádá o pomoc Lízu, aby jeho manželství zachránila, ale ta mu nedokáže poradit nic jiného než konstatování, že má štěstí, že má Marge za manželku. Vzpomíná na jejich svatbu, po které následoval laciný svatební dort na odpočítvce pro kamiony u silnice. Aby zachránil jejich manželství, dělá Homer pro Marge nezištná gesta, která ji jen rozčilují. 
Homer se rozhodne, že si Marge zaslouží nový začátek, a tajně podá žádost o rozvod. Marge se té noci vrátí domů a je překvapená, že se v obývacím pokoji sešli všichni přátelé Simpsonových. Homer prohlásí, že se chce znovu oženit a že tentokrát chce mít dokonalou svatbu. Reverend Lovejoy přečte blábolivý svatební slib, který Homer sám napsal, a Marge a Homer se znovu vezmou. 
Kirk se snaží usmířit s Luann tím, že jí zazpívá otřepanou milostnou píseň ze své demokazety. Luann ho odmítne a Chase ho vyhodí z domu.

## Produkce
Rozdělený Milhouse je jedinou epizodou, na které se Steve Tompkins podílel jako jediný scenárista, ačkoli byl součástí scenáristického týmu již několik let. Scenáristé chtěli natočit epizodu, ve které by se rozváděli manželé. Manželé Van Houtenovi byli vybráni, protože scenáristé měli pocit, že vedle Marge a Homera a manželů Lovejoyových jsou nejpropracovanějším párem. Scéna v epizodě Poslední šance Leváka Boba, kde Milhouse v letadle předstírá, že střílí rakety na své rodiče, je místem, v němž dostali nápad, aby manželství jeho rodičů bylo v problémech.
Původně se epizoda zaměřovala také na dopady rozvodu na Milhouse a objevila se v ní podzápletka, v níž Bart žárlil na Milhouse a přál si, aby se Marge a Homer také rozešli. Pro epizodu bylo napsáno a animováno několik scén, ale nakonec byly vystřiženy, protože scénář byl velmi dlouhý. Podobný nápad byl později použit jako dějový bod v epizodě 17. série Milhouse z písku a mlhy. Třetí část epizody přesouvá pozornost z Van Houtenových na Homera a Marge, jelikož scenáristé měli pocit, že terciární postavy nemohou udržet zájem diváků po celou epizodu. Bill Oakley řekl, že měl pocit, že by epizoda zklamala, kdyby zůstali u Van Houtenových i ve třetí části dílu, a většina ostatních scenáristů to také považovala za správný krok.
S nápadem na večeři přišel Oakley, který chtěl uspořádat večírek podobný tomu ve Válce Simpsonových. Pro druhou polovinu epizody byla Luann předělána, aby vypadala mladistvěji, a dostala nový outfit. Původně se hledal zpěvák, který by při závěrečných titulcích zazpíval „Can I Borrow a Feeling?“. Scenáristé chtěli Sheryl Crowovou, ale účinkování v epizodě odmítla a od tohoto konceptu bylo později upuštěno.

## Přijetí
V původním vysílání se epizoda umístila na 50. místě v týdenní sledovanosti v týdnu od 25. listopadu do 1. prosince 1996 s ratingem 8,3 podle agentury Nielsen a byla sledována v 8 milionech domácností. Byl to čtvrtý nejsledovanější pořad na stanici Fox Network v tomto týdnu.
Warren Martyn a Adrian Wood, autoři knihy I Can't Believe It's a Bigger and Better Updated Unofficial Simpsons Guide, díl označili „spíše za drama než komedii a velmi upřímný v řešení rozvodu Van Houtenových a jeho dopadů na Milhouse“.